# Nomen dubium
Nomen dubium is een term uit de zoölogie. Het duidt op een wetenschappelijke naam waarvan het gebruik twijfelachtig is.
Bij het geven van een binominale naam aan een soort moet er verwezen worden naar een holotype: een exemplaar dat het door vergelijking mogelijk maakt andere exemplaren aan de soort toe te wijzen. Blijkt het daarvoor gebruikte materiaal te slecht of zoekgeraakt, dan wordt de naam achteraf afgewezen als een nomen dubium: een "twijfelachtige naam". Er kan, bij een voldoende duidelijke beschrijving en verwijzing naar de vindplaats van het type, naderhand ander materiaal worden aangewezen als neotype, zodat de naam behouden blijft maar gebaseerd is op een ander type. De term is te onderscheiden van het nomen nudum, waarbij de identificatie in absolute zin onmogelijk is doordat onduidelijk is wat het holotype is, of doordat het holotype verloren gegaan is voordat de kenmerken ervan vastgelegd zijn. In lijsten van namen noteert men de nomina dubia met een ND achter de naam. Een voorbeeld van een nomen dubium is Aachenosaurus.
Zodra een naam aan een nieuw type is gekoppeld, is deze geen nomen dubium meer. Gebruikelijk is om bij revisies van taxonomische eenheden in zulke lacunes te voorzien. Bij een naam die bij een revisie als nomen dubium wordt aangewezen, was het doorgaans onmogelijk om vervangend type-materiaal aan te wijzen.

## Zoölogie
Bij een nomen dubium kan het onmogelijk zijn om te bepalen of een exemplaar tot die groep behoort of niet. Dit kan gebeuren als de oorspronkelijke typereeks (d.w.z. holotype, isotype, syntype of paratype) verloren gaat of vernietigd wordt. De zoölogische en botanische codes maken het mogelijk om in dit geval een nieuw type-exemplaar of neotype te kiezen.

Een naam kan ook als een nomen dubium worden beschouwd als het naamdragende type fragmentarisch is of belangrijke diagnostische kenmerken mist (dit is vaak het geval voor soorten die alleen als fossielen bekend staan). Om de stabiliteit van namen te behouden, staat de Internationale Code voor Zoölogische Nomenclatuur toe dat in dit geval een nieuw type-exemplaar of neotype wordt gekozen voor een nomen dubium.
75.5. Vervanging van niet-identificeerbaar naamdragend type door een neotype. Wanneer een auteur van mening is dat de taxonomische rang van een nominale soortgroeptaxon niet kan worden bepaald op basis van het bestaande naamdragende type (d.w.z. de naam is een nomen dubium), en de stabiliteit of universaliteit daardoor wordt bedreigd, kan de auteur de Commissie verzoeken om terzijde gelegd in het kader van zijn plenaire bevoegdheid [Art. 81] het bestaande naamdragende type en een neotype aan te wijzen.
Zo werd bijvoorbeeld het krokodilachtige archosaurische reptiel Parasuchus hislopi Lydekker, 1885 beschreven op basis van een premaxillair rostrum (deel van de snuit), maar dit is niet langer voldoende om Parasuchus te onderscheiden van zijn naaste verwanten. Dit maakte de naam Parasuchus hislopi een nomen dubium. In 2001 stelde een paleontoloog voor om een nieuw type-exemplaar, een compleet skelet, aan te wijzen. De Internationale Commissie voor Zoölogische Nomenclatuur heeft de zaak in overweging genomen en in 2003 werd overeengekomen om het oorspronkelijke type-exemplaar te vervangen door het voorgestelde neotype.

## Bacteriologie
In de bacteriologische nomenclatuur kan nomina dubia door de gerechtelijke commissie op de lijst van afgewezen namen worden geplaatst. De betekenis van deze namen is onzeker. Andere categorieën namen die op deze manier kunnen worden behandeld (regel 56a) zijn:
- dubbelzinnige namen, nomina ambigua, zijn gebruikt met meer dan één betekenis
- namen die verwarring veroorzaken, nomina confusa, zijn gebaseerd op een gemengde cultuur
- verwarrende namen, nomina perplexa, verwarrend gelijkaardige namen
- gevaarlijke namen, nomina periculosa, namen die kunnen leiden tot ongevallen die het leven of de gezondheid in gevaar brengen of met mogelijk ernstige economische gevolgen

## Botanica
In de botanische nomenclatuur heeft de uitdrukking nomen dubium geen status, hoewel het informeel wordt gebruikt voor namen waarvan de toepassing verwarrend is geworden. In dit opzicht wordt het synoniem nomen ambiguum vaker gebruikt. Dergelijke namen kunnen ter afwijzing worden voorgesteld.
nomen ambiguum · nomen conservandum · nomen correctum · nomen dubium · nomen oblitum · nomen novum · nomen nudum
 homoniem · protoniem · synoniem (dierkunde)